# Apollo 8
Apollo 8 war an Weihnachten 1968 der erste bemannte Flug zum Mond und damit zu einem anderen Himmelskörper. Beim zweiten bemannten Raumflug des US-amerikanischen Apollo-Programms brachte die große Saturn-V-Rakete erstmals eine Besatzung ins Weltall, nicht nur wie schon üblich in eine erdnahe Umlaufbahn in ca. 350 km Höhe, sondern von dort aus mit Hilfe von ca. 100 Tonnen Treibstoff auch gleich in die ca. 1000fache Entfernung, zum Mond, der zehnmal umkreist wurde. Die drei Astronauten Frank Borman, William Anders und James „Jim“ Lovell waren die ersten Menschen, die mit eigenen Augen die Rückseite des Mondes sahen, und einen Erdaufgang.
Apollo 8 startete am Morgen des 21. Dezember 1968 um 7:51:00 Ortszeit (EST), (12:51 UTC) vom Kennedy Space Center in Florida und erreichte drei Tage später, am Heiligabend 1968, die Mondumlaufbahn. Große Bekanntheit erlangte die Fernsehübertragung aus dem Mondorbit, während der die drei Astronauten als Weihnachtsbotschaft den Anfang der biblischen Schöpfungsgeschichte verlasen, und das auf dieser Mission entstandene Earthrise-Foto.
Nach zehn Umkreisungen des Mondes leiteten die Astronauten am 25. Dezember (06:10 UTC) die Rückkehr zur Erde ein, wo Apollo 8 am 27. Dezember (15:51 UTC) im Pazifischen Ozean wasserte. Das Kommandomodul (auch als Apollo-Kapsel oder englisch Command Module bezeichnet) wurde von der Yorktown geborgen. Das Nachrichtenmagazin Time brachte auf dem Titelbild die drei Astronauten samt Mond als Männer des Jahres 1968, einem Jahr, das von Attentaten und Unruhen überschattet war; ein Telegrammschreiber bedankte sich bei Apollo 8 dafür, das Jahr 1968 gerettet zu haben.

## Planungen

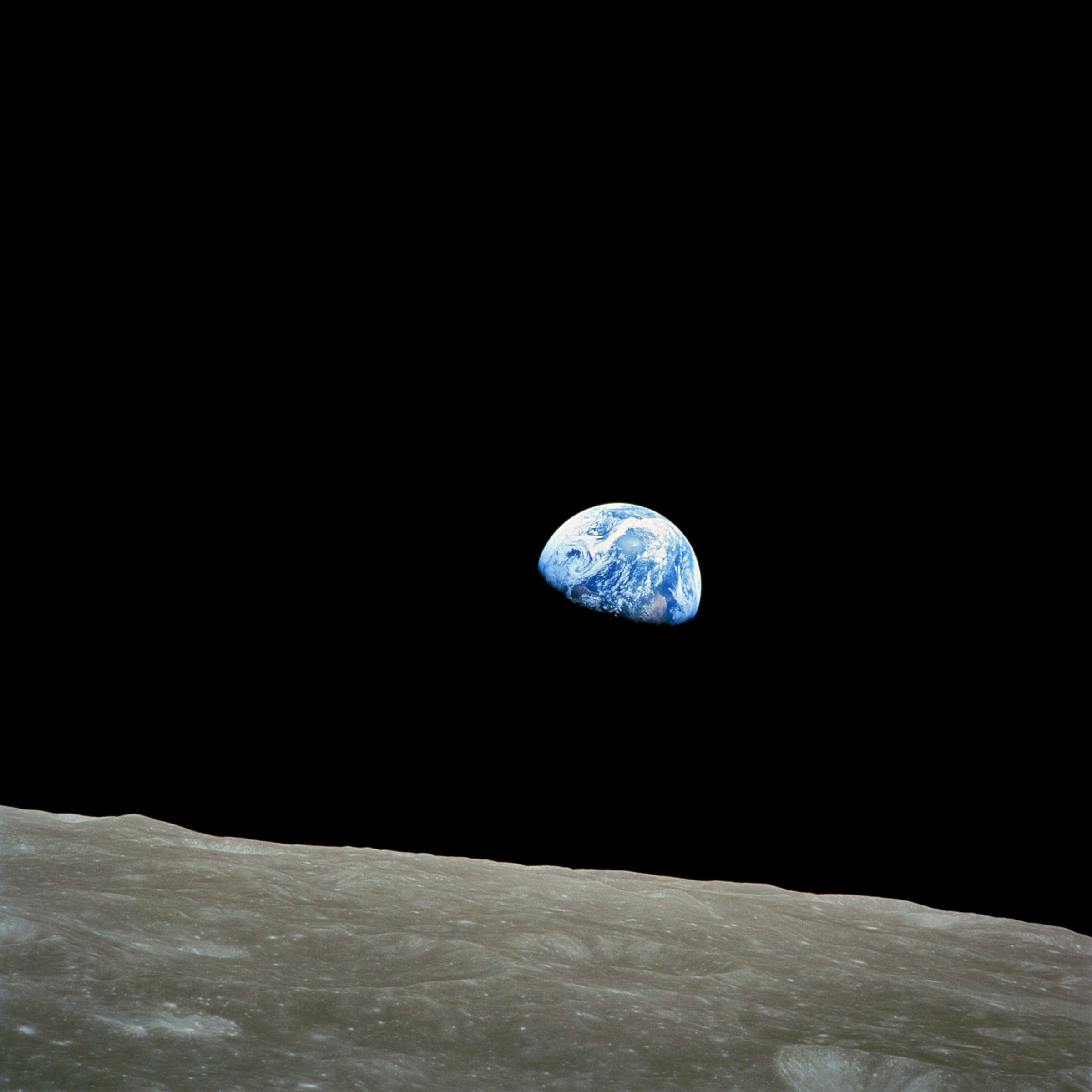
Das berühmte Earthrise-Farbbild eines Erdaufgangs über dem Mond

Am 22. Dezember 1966 stellte die NASA Frank Borman, Michael Collins und William Anders der Öffentlichkeit als Besatzung für den dritten bemannten Flug des Apollo-Programms vor. Ihre Mission E sollte die Mondlandefähre (Lunar Module, LM) in einer hohen Erdumlaufbahn erproben und war für Frühjahr 1969 angesetzt. Collins musste sich im Juli 1968 einer Operation wegen eines Bandscheibenvorfalls unterziehen, weshalb sein Ersatzmann James Lovell in die Crew aufrückte.
Im Juni 1968 wurde klar, dass Grumman die Mondlandefähre nicht bis zum geplanten Flugtermin Ende des Jahres fertigstellen konnte, da noch über 100 verschiedene Fehler und Probleme einen Einsatz verhinderten. Der früheste Fertigstellungstermin wurde von den Grumman-Ingenieuren mit Februar 1969 angegeben, was die NASA vor Probleme bei der Missionsplanung stellte. Ohne das Lunar Module wäre die nächste Mission eine reine Wiederholung des Fluges von Apollo 7, eine Verschiebung des Fluges ins Jahr 1969 hätte möglicherweise das gesamte Mondflugprogramm aufgeschoben und das Ziel einer Mondlandung bis zum Ende des Jahrzehnts unmöglich gemacht.
George Michael Low, Manager des Apollo Spacecraft Program Office, schlug daher Anfang August vor, die Apollo-Missionen neu zu strukturieren: die Mission D, die erste von drei Erprobungen des Lunar Module, sollte entsprechend der Verfügbarkeit verschoben und der zweite Test namens Mission E gestrichen werden. Stattdessen sollte die Mission-E-Besatzung als Apollo 8 erstmals mit der nun verfügbaren großen Saturn V fliegen, und da diese enorm große Mengen an Treibstoff ins All bringen konnte, diese auch bestimmungsgemäß nutzen und damit gleich bis zum Mond reisen. Unterstützung erhielt Low hierbei von Wernher von Braun, der, nach anfänglichen Problemen mit der Rakete, diese nun bereit für einen bemannten Flug sah. “Once you decide to man [a Saturn 5] it doesn’t matter how far you go” (deutsch: „Wenn man sich dazu entscheidet, sie [die Saturn 5] zu bemannen, ist es egal, wie weit man fliegt.“)
Vor einer endgültigen Entscheidung sprach Deke Slayton, der Direktor des NASA-Astronautenbüros, mit den Astronauten über die geplante Mission. Alle drei stimmten den Planänderungen sofort zu, lediglich Anders war enttäuscht darüber, dass sein 18-monatiges Training für das Lunar Module umsonst gewesen war. James Webb, Direktor der NASA, war zunächst nicht besonders angetan von der Idee (“Are you out of your mind?” (deutsch: „Seid ihr verrückt?“)), da er, wie einige andere hochrangige NASA-Mitglieder, Sicherheitsbedenken hatte. Zum einen stand der Besatzung von Apollo 8 mit dem Service Propulsion System (SPS) nur ein Triebwerk zur Verfügung, ein Versagen konnte nicht durch ein weiteres Triebwerk des LM kompensiert werden. (Allerdings war für Apollo 8 ohnehin eine freie Rückkehrbahn zum Mond vorgesehen, im Gegensatz z. B. zu Apollo 13, wo erst das Triebwerk des LM die Rückkehr zur Erde ermöglichte.) Vor allem aber hätte es bei einem Ausfall der Lebenserhaltungssysteme des Kommandomoduls, wie es sich später bei Apollo 13 ereignen sollte, ohne die Energie- und Sauerstoff-Ressourcen des LM keine Rettungsmöglichkeit für die Astronauten gegeben. Letztendlich ließ Webb sich jedoch überzeugen, auch weil die CIA Erkenntnisse über sowjetische Vorbereitungen für den Start einer eigenen Mondrakete lieferte. Die NASA begann am 19. August mit der Planung für die jetzt C’ (C prime) genannte Mission, die erstmals Menschen zum Mond bringen sollte. Webb entschied, die Öffentlichkeit über das genaue Ziel des Fluges erst nach dem Abschluss der vorherigen Apollo-7-Mission zu informieren; bis dahin wurden die genauen Flugpläne nicht veröffentlicht. Am 8. September begann die Besatzung mit dem Training für den Raumflug. Im Simulator übte Borman die Steuerung des Raumschiffs während der Wiedereintrittsphase, Lovell trainierte die Navigation des Raumschiffs mittels Fixsternen, um im Fall eines Funkverbindungsabbruchs zur Erde die Flugbahn weiterhin berechnen zu können. Anders oblag die Kontrolle der Funktionen des Raumschiffs.
Nach dem erfolgreichen Jungfernflug des Apollo-Raumschiffs vom 11. bis zum 22. Oktober 1968 und zwei Starts sowjetischer Zond-Raumschiffe im September und November verkündete die NASA am 12. November, dass Apollo 8 an der Spitze der Saturn V zum Mond fliegen werde. Die endgültige Entscheidung dafür war zwei Tage früher während eines Treffens aller Verantwortlichen gefallen und sollte einem bemannten sowjetischen Start zum Mond zuvorkommen, der ebenfalls für Dezember 1968 erwartet wurde.

## Mannschaft

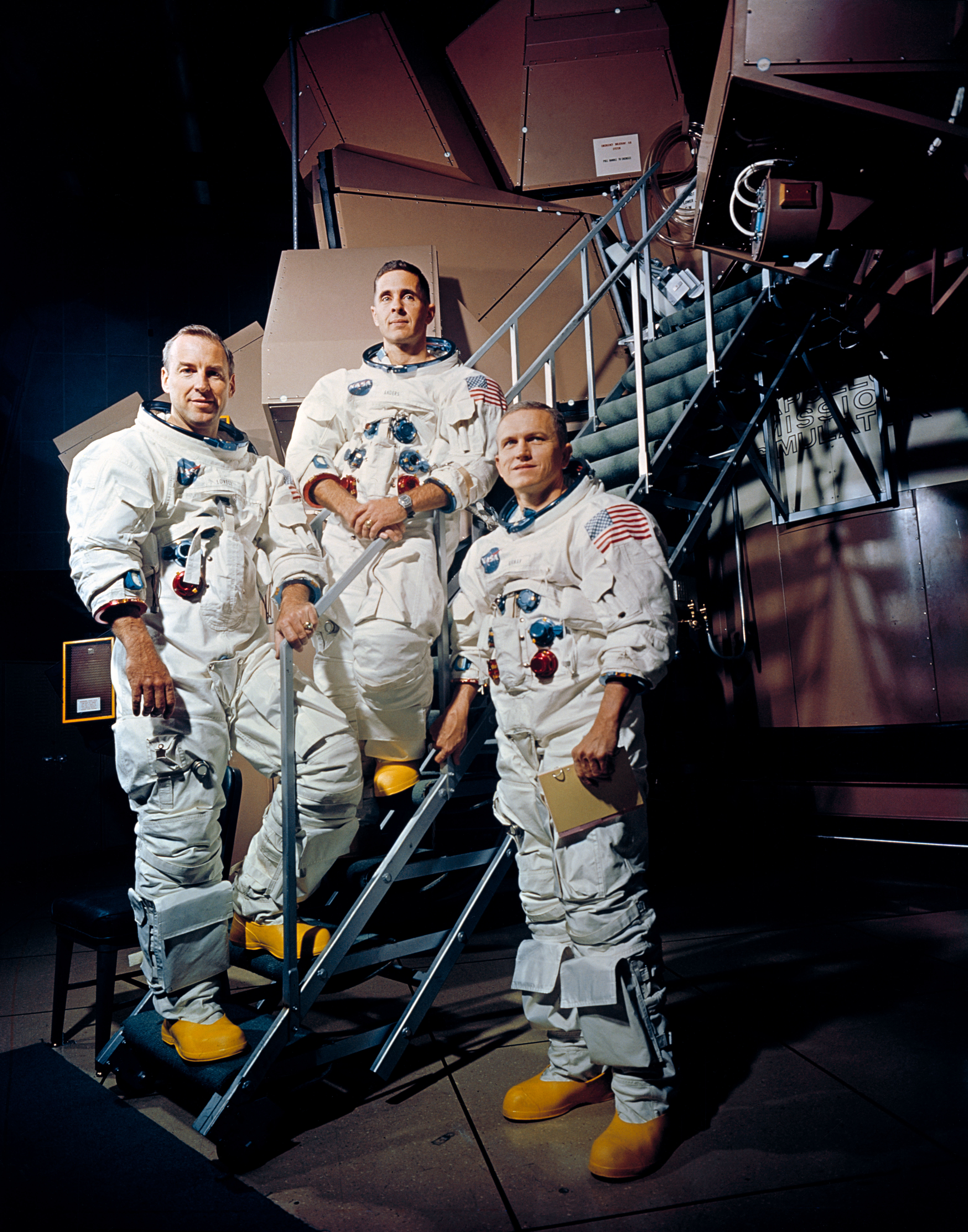
James A. Lovell Jr., William A. Anders und Frank Borman

Kommandant von Apollo 8 war Frank Borman, Colonel der Air Force. Er war Mitglied der zweiten Astronautengruppe, die am 17. September 1962 ausgewählt wurde. Zuvor hatte er 1957 einen Master of Science in Luft- und Raumfahrttechnik erhalten und bis 1960 als Assistenzprofessor für Thermodynamik und Fluidmechanik an der Militärakademie in West Point gelehrt. Borman hatte 1965 bereits mit Gemini 7 einen 14-tägigen Langzeitraumflug unternommen.
Pilot des Kommandomoduls war James Lovell, Captain der US Navy und ebenfalls Astronaut der zweiten Auswahlgruppe. Er hatte 1952 an der United States Naval Academy den Grad des Bachelor of Science erworben. Lovell war bereits während des Rekordfluges von Gemini 7 zusammen mit Frank Borman geflogen und hatte als Kommandant von Gemini 12 einen zweiten Raumflug absolviert. Lovell galt als einer der erfahrensten Astronauten der NASA.
William Anders, das dritte Mitglied der Besatzung, Major der Air Force und Astronaut der dritten Auswahlgruppe vom 17. Oktober 1963, war Weltraumneuling. Ursprünglich als Pilot des Lunar Module eingeteilt, übernahm er nun die Aufgabe des Bordingenieurs und Fotografen. Er war neben Borman ein Besatzungsmitglied mit einer gut fundierten wissenschaftlichen Ausbildung, Anders hatte einen Bachelor in Elektrotechnik sowie einen Master of Science in Nukleartechnik, zudem hatte er bei der NASA mehrere Kurse zur Geologie besucht.

### Ersatz- und Unterstützungsmannschaft, Personal im Kontrollzentrum
Die Ersatzmannschaft, die die reguläre Besatzung im Falle von Krankheit oder anderweitig bedingtem Ausfall ersetzen sollte, wurde von Neil Armstrong als Kommandant geleitet. Ursprünglich waren Jim Lovell der Command Module Pilot und Edwin Aldrin der Lunar Module Pilot. Als Lovell Collins in der Hauptmannschaft als Command Module Pilot ersetzte, nahm Aldrin seinen Posten ein, und neuer Lunar Module Pilot wurde Fred Haise.
Als Support Crew, welche die Astronauten beim Training unterstützte, waren Vance Brand, Gerald Carr und Ken Mattingly tätig.
Flight Director (Leiter der Flugkontrolle) im Kontrollzentrum in Houston während des Fluges waren Clifford E. Charlesworth (Grünes Team), Glynn S. Lunney (Schwarzes Team) und Milton L. Windler (Braunes Team). Jedem Team war ein Astronaut als CapCom (Verbindungssprecher Kontrollzentrum-Raumschiff) zugeordnet. Für das Grüne Team war dies Michael Collins; mit Lunney arbeitete Gerald Carr; dem Braunen Team war Ken Mattingly zugeteilt.

### Missionsabzeichen
Die dreieckig-runde Form des Abzeichens zeigt die Kontur der Kegelform des Kommandomoduls von Apollo. Es trägt eine rote Achterschleife, die sich um die Erde (blau, grün) und den Mond (gelb) schlingt und die Nummer des Fluges, die Flugbahn und zugleich die Unendlichkeit des Alls symbolisiert. Auf dem Band der Acht stehen unten die Namen der drei Astronauten. Das Abzeichen war von James Lovell entworfen worden, kurz nachdem er von der Änderung des Missionsplanes erfahren hatte.

## Saturn V

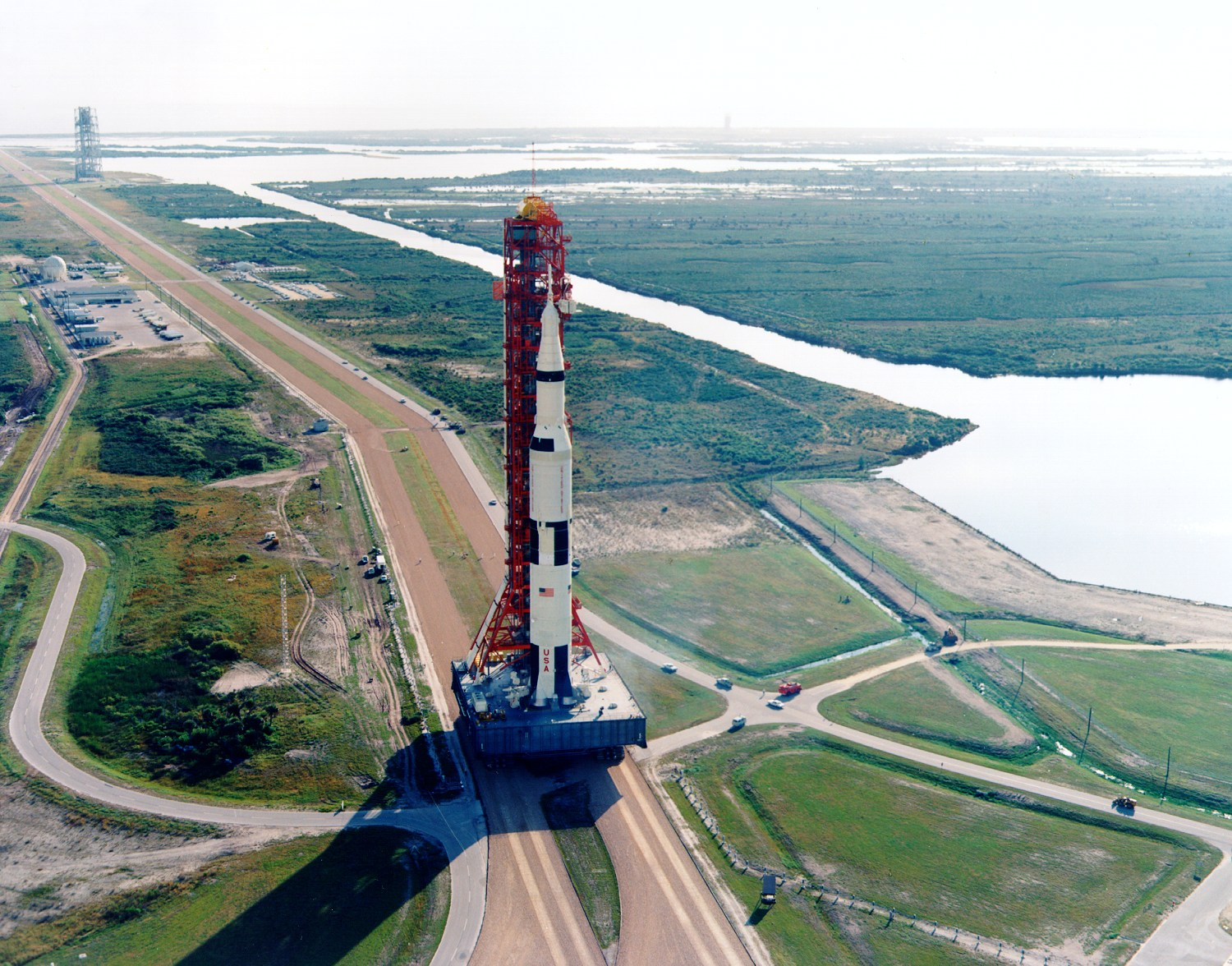
Die Saturn V auf dem Weg zum Launch Pad 39A

Die Saturn-V-Rakete der Apollo-8-Mission trug die Seriennummer SA-503 (manchmal als AS-503 bezeichnet). SA war die Abkürzung für Saturn-Apollo; die Nummer setzte sich aus der 5 für die Saturn V und die 03 für den dritten Flug des Raketenmodells zusammen. Die Aufrichtung der Saturn V begann am 27. Dezember 1967 in der High Bay 1 des Vertical Assembly Building mit Eintreffen der S-IC-Stufe und war im Januar 1968 abgeschlossen. Ursprünglich war sie für Mission D vorgesehen, die erste Erprobung der Mondfähre. Ende April 1968 wurde die Rakete noch einmal demontiert und die S-II-Stufe im Mississippi Test Facility einer gründlichen Prüfung unterzogen, um ihre Tauglichkeit für einen bemannten Flug zu gewährleisten. Im Mai musste ein F-1-Triebwerk der ersten Stufe ausgetauscht werden, weil es ein Leck hatte. Das erneute Zusammensetzen der Rakete war am 15. August abgeschlossen.
Am 19. August 1968 wurde die Änderung des Missionsplans beschlossen und die Rakete dem ersten bemannten Mondflug zugeteilt. Sie sollte das Kommandomodul CM-103, das zugehörige Servicemodul SM-103 sowie das „Lunar module test article“ LTA-B (Masse ca. 9 t) in eine Mondumlaufbahn bringen. Das Kommando- und Servicemodul wurde am 7. Oktober auf die Spitze der Saturn V montiert; nach abschließenden Überprüfungen wurde die Rakete am 9. Oktober mit dem Crawler zum 5 km entfernten Launch Pad 39A gebracht.

## Missionsverlauf

### Startvorbereitungen

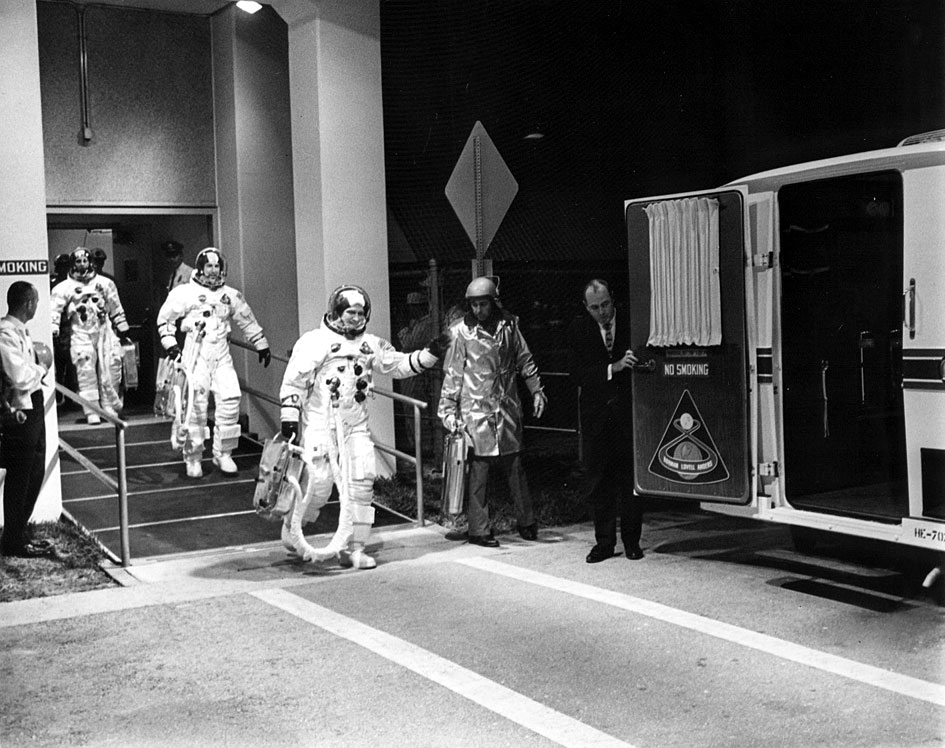
Die Besatzung von Apollo 8 verlässt das Manned Spacecraft Operations Building einige Stunden vor dem Start

Am 2. Dezember 1968 wurden die Tanks der ersten Stufe der Saturn-Rakete zum ersten Mal mit RP-1, einem hochdestillierten Kerosin, und flüssigem Sauerstoff befüllt und unter Druck gesetzt. Am 5. Dezember begann der fünftägige Countdown Demonstration Test (CDDT), der den Ablauf des Starts simulierte. Im Anschluss an den Test wurden die Tanks wieder geleert.
Der Startcountdown begann am 15. Dezember 1968 um 19 Uhr Ortszeit, Eastern Standard Time, (EST), bei T−103 Stunden. Bei T−9 Stunden wurde der Countdown für 6 Stunden angehalten, um kleinere Probleme beheben zu können. 8 Stunden vor dem geplanten Starttermin, kurz vor Mitternacht am 20. Dezember, begann die Befüllung der Raketenstufen mit flüssigem Sauerstoff, Kerosin und Flüssigwasserstoff. Diese Arbeiten dauerten etwa bis dreieinhalb Stunden vor dem Start. Die Arbeiten wurden von der Ersatzmannschaft (Armstrong, Aldrin und Haise) überwacht, die auch am Abend zuvor die Funktionsfähigkeit des Raumschiffs überprüft hatte.
Die drei Astronauten wurden um 2:36 Uhr geweckt. Nach einer gründlichen medizinischen Untersuchung folgte um halb vier morgens ein gemeinsames Frühstück mit den Leitern und Offiziellen der NASA. Um kurz nach 4 Uhr begannen die drei Astronauten, unterstützt von mehreren Technikern, ihre Raumanzüge anzulegen, um 4:32 Uhr verließen sie das Manned Spacecraft Operations Building und wurden mit einem Transporter zur Startplattform gebracht. Nachdem die Besatzung mit dem Aufzug zur Spitze der Rakete gebracht worden war, begann um 4:58 Uhr die Einstiegsprozedur. Es dauerte etwa zehn Minuten, bis alle drei Astronauten in der Apollo-Kapsel festgeschnallt waren und die Luke hermetisch verschlossen werden konnte.

### Start und Trans Lunar Injection

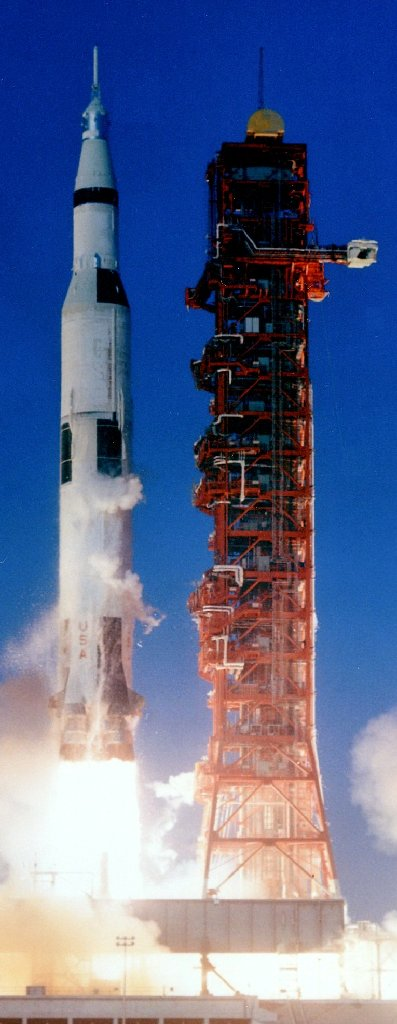
Apollo 8 hebt ab

25 Minuten vor dem Start wurde die Stromversorgung des Kommandomoduls von externer auf interne Versorgung umgestellt; die Energie wurde nun von drei Brennstoffzellen geliefert. Bei T−5 Minuten wurde der oberste der neun Verbindungsarme zur Seite geschwenkt, der der Besatzung im Notfall eine Flucht ermöglicht hätte. Zwei Minuten vor dem Start wurden die Sauerstofftanks der ersten Stufe mittels Helium, das von außen zugeführt wurde, unter Druck gesetzt, eine Minute später auch die Tanks der anderen beiden Stufen. Weitere zehn Sekunden darauf übernahmen bordeigene Batterien die elektrische Versorgung der Raketensysteme. Die Zündungssequenz wurde um 7:50:52 Ortszeit (12:50:52 UTC) eingeleitet, die Saturn V wurde, während die fünf F-1-Triebwerke Schub aufbauten, von Halterungen festgehalten. 8 Sekunden später, um 7:51 (EST), hob die Rakete ab – (Bordzeit: 000:00:00 in hhh:mm:ss).
Nach 13 Sekunden hatte die Saturn V den Kabelturm passiert und wandte sich leicht in nordöstliche Richtung, Kurs 72°. Nach 2 Minuten, 36 Sekunden war die erste Stufe ausgebrannt und wurde abgetrennt. Sie hatte Apollo 8 auf 6.818 km/h beschleunigt und fiel aus einer Höhe von 65,7 km in den Atlantik (30° 12′ 0″ N, 74° 7′ 0″ W). Eine Sekunde später zündeten die fünf J-2-Triebwerke der zweiten Stufe und beschleunigten die Rakete weiter. 3 Minuten und 25 Sekunden nach dem Start wurde der Rettungsturm der Apollo-Kapsel abgesprengt. Etwa 8 Minuten nach dem Start, kurz vor Ende der Brennphase der zweiten Stufe, traten leichte Pogoschwingungen auf. 8 Minuten und 44 Sekunden nach dem Abheben war auch die zweite Stufe ausgebrannt, wurde abgetrennt und fiel zurück zur Erde (31° 50′ 0″ N, 37° 17′ 0″ W). 4 Sekunden nach der Trennung zündete die S-IVB-Stufe, die Apollo 8 auf einen Erdorbit mit 190,7 km Höhe bringen sollte. Der Brennschluss der S-IVB erfolgte 11 Minuten und 30 Sekunden nach dem Abheben bei einer Geschwindigkeit von 28.065 km/h (7.796 m/s). Der Orbit war nicht – wie geplant – exakt kreisförmig, sondern leicht elliptisch, mit einem Perigäum von 179,2 km und einem Apogäum von 190 km.
Während der nun folgenden zwei Erdumkreisungen wurden alle Systeme des Raumschiffs geprüft, ob sie für den Flug zum Mond bereit waren. Ein kleiner Zwischenfall passierte, als Jim Lovell durch eine unglückliche Bewegung die Rettungsweste seines Raumanzugs auslöste. Da diese mit reinem Kohlendioxid gefüllt war, durfte der Inhalt nicht in die Kapsel entlassen werden, da das CO2 die Lithiumhydroxid-Filter der Apollo-Kapsel gesättigt hätte. Lovell behalf sich, indem er die Weste in den „urine dump“, also die Toilette des Raumschiffs und damit in den Weltraum abließ. 2 Stunden und 27 Minuten nach dem Start, während der zweiten Umkreisung, erhielt Apollo 8 dann die Freigabe zum Einschuss in die Bahn zum Mond (Trans Lunar Injection, TLI).

“Apollo 8, Houston.”

“Go ahead, Houston.”

“Apollo 8. You are Go for TLI. Over.”

“Roger. We understand; we are Go for TLI.”

2 Stunden, 50 Minuten und 40 Sekunden nach dem Start wurde die S-IVB-Stufe hoch über dem Pazifik, nördlich von Hawaii, zum zweiten Mal gezündet. Für 5 Minuten und 17 Sekunden beschleunigte sie das Raumschiff weiter, bis es bei Brennschluss eine Geschwindigkeit von 38.959 km/h (10.822 m/s) hatte, in einer Höhe von 346,7 km. Apollo 8 befand sich auf dem Weg zum Mond.

### Flug zum Mond

Blick auf die abgetrennte S-IVB-Stufe, umgeben von Pseudosternen aus gefrorenem Treibstoff

Die erste Aufgabe auf dem Flug war die Abtrennung der S-IVB-Stufe, die das Raumschiff auf Kurs zum Mond gebracht hatte. Drei Stunden und 21 Minuten nach dem Abheben, um 11:14 (EST) wurden die Bolzen gesprengt, die die dritte Stufe mit dem Servicemodul verbunden hatten. Kommandant Frank Borman nutzte das Lageregelungssystem, um das Raumschiff um 180 Grad zu drehen und etwa 300 m von der Stufe wegzubewegen. Als Nächstes wurde die Richtantenne am Servicemodul ausgefahren, die eine bessere Funkverbindung im Mikrowellenbereich zur Erde ermöglichte. 40 Minuten nach dem Einschuss zum Mond war das Raumschiff bereits 12.000 km von der Erde entfernt, und die Besatzung sah zum ersten Mal die gesamte Erde als Kugel.
Erste Positionsbestimmungen des Raumschiffs durch Jim Lovell wurden durch den aus der S-IVB-Stufe austretenden und in der Kälte des Raums gefrierenden Treibstoff erschwert, da die Kristalle das Sonnenlicht reflektierten und als „Pseudosterne“ die Sicht auf die zur Navigation benötigten Fixsterne behinderten. Um die dritte Stufe der Saturn V, die sich immer noch auf dem gleichen Kurs wie das Apollo-Raumschiff befand, auf eine andere Flugbahn zu bringen und damit auch eine Gefährdung des Raumschiffs und seiner Besatzung auszuschließen, wurde etwa eineinhalb Stunden nach der Stufentrennung (Flugzeit fünf Stunden, acht Minuten) der in der Stufe verbliebene Sauerstoff schlagartig abgelassen. Durch dieses Manöver verringerte sich die Geschwindigkeit der Stufe um etwa 30 Meter pro Sekunde bei einer Fluggeschwindigkeit von etwa 11 km/s, diese kleine Änderung reichte aber aus, um die S-IVB auf einen Sonnenorbit einzusteuern, den sie nach einem Swing-by-Manöver über der Ostseite des Mondes – die seiner Bahnrichtung abgewandt ist – erreichen würde.
Etwa zeitgleich begann die Besatzung von Apollo 8 mit den ersten Vorbereitungen für die erste Zündung des Service-Propulsion-Systems, des Triebwerks des Servicemoduls. Die Kurskorrektur, die etwa elf Stunden nach dem Abheben erfolgen sollte, war der entscheidende Test für die Funktionstüchtigkeit des Triebwerks, das für die Abbremsung und die Wiederbeschleunigung des Raumschiffs in der Mondumlaufbahn benötigt wurde. Elf Stunden und eine Minute nach Beginn des Fluges wurde das Triebwerk gezündet; die Brenndauer betrug lediglich zweieinhalb Sekunden. Diese kurze Zündung war aber dennoch ausreichend, um den Kurs des Raumschiffs so zu verändern, dass bis zum Eintritt in die Mondumlaufbahn keine weiteren Korrekturen notwendig waren. Hätte die Zündung versagt, wäre Apollo 8 auf seiner freien Rückkehrbahn verblieben, die es nach einer halben Umkreisung des Mondes wieder zurück zur Erde geführt hätte.
Etwa 20 Stunden nach dem Start erlitt Frank Borman einen Übelkeitsanfall und erbrach sich zweimal. Er hatte kurz zuvor eine Seconal-Schlaftablette genommen, weil er in der Schwerelosigkeit nicht einschlafen konnte. Erste Befürchtungen, Borman hätte sich eine Magen-Darm-Entzündung eingehandelt oder wäre durch die Strahlung des Van-Allen-Gürtels erkrankt, zerstreuten sich, als sich der Zustand des Kommandanten einige Stunden später wieder besserte. Aufgrund der möglichen Gefährdung der Besatzung durch eine Magen-Darm-Grippe wurde kurzzeitig über einen Abbruch des Fluges zum Mond diskutiert. Lovell und Anders litten die ersten Stunden des Fluges ebenfalls unter leichter Übelkeit; bei ihnen handelte es sich aber um eine leichte Raumkrankheit, die sich nach der Akklimatisierung in der Schwerelosigkeit legte.
31 Stunden und 11 Minuten nach dem Abheben, um 15:03 Uhr Floridazeit am 22. Dezember 1968, absolvierte die Besatzung von Apollo 8 aus einer Entfernung von 221.940 km zur Erde ihre erste von sechs geplanten Live-Fernsehübertragungen. Bill Anders fungierte als Kameramann; er filmte Borman und Lovell, wie sie den Zuschauern die Auswirkung der Schwerelosigkeit im Kommandomodul demonstrierten. Versuche, die Erde zu zeigen, scheiterten am Teleobjektiv der Fernsehkamera, das sich nicht montieren ließ. Mit dem Weitwinkelobjektiv aufgenommen, erschien die Erde nur als heller Lichtfleck auf den Bildschirmen. Die Liveschaltung dauerte 15 Minuten und endete um 15:18 (EST).
Die 24 Stunden bis zur nächsten Fernsehübertragung verbrachten die drei Astronauten abwechselnd mit der Überwachung der Bordsysteme und der Ausrichtung des Raumschiffs. Mit der Flugkontrolle in Houston wurde eine Lockerung des Flugplans ausgehandelt, um den Astronauten mehr Ruhephasen zu verschaffen. Am Morgen des dritten Flugtages befand sich die Besatzung in einer besseren körperlichen Verfassung und war auch ausgeruhter als die Tage zuvor. Um 14:58 (EST) (Bordzeit: 055:07:36) begann die zweite Fernsehübertragung von Apollo 8. Kommandant Borman hatte die Kamera im linken Rendezvous-Fenster montiert und das Raumschiff auf die Erde ausgerichtet. Nach einigen Korrekturmanövern befand sich die Erde im Zentrum des Fensters – Apollo 8 übertrug die ersten klaren Live-Bilder der gesamten Erde aus 325.000 km Entfernung. Jim Lovell beschrieb den Anblick:

“What you’re seeing, Mike, is a – Houston, what you are seeing is the Western Hemisphere. Looking at the top is the North Pole; in the center – just lower to the center is South America – all the way down to Cape Horn. I can see Baja California and the southwestern part of the United States. There’s a big, long cloud bank going northeast, covers a lot of the Gulf of Mexico, going up to the eastern part of the United States, and it appears now that the east coast is cloudy. I can see clouds over parts of Mexico; the parts of Central America are clear. And we can also see the white, bright spot of the subsolar point on the light side of the Earth.”

„Was du siehst, Mike ist die… Houston, was ihr seht, ist die westliche Hemisphäre. Von hier aus gesehen ist der Nordpol oben. In der Mitte, etwas unterhalb der Mitte ist Südamerika, bis hinunter zum Kap Hoorn. Ich kann Niederkalifornien ausmachen und den südwestlichen Teil der Vereinigten Staaten. Es scheint, dass die Ostküste jetzt bewölkt ist. Ich kann Wolken über Teilen von Mexiko sehen. Der Hauptteil von Zentralamerika ist klar. Und wir können auch den hellen weißen Schein des subsolaren Punkts auf der Sonnenseite der Erde sehen.“

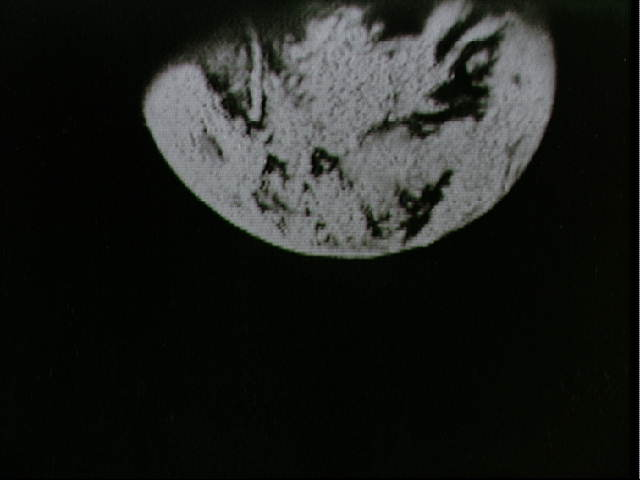
Schwarz-Weiß-Livebild der Erde aus etwa 325.000 km Entfernung. Norden ist links.

Nach einer kurzen Unterbrechung durch CapCom Mike Collins fuhr er fort:

“Okay. For colors, the waters are all sort of a royal blue; clouds, of course, are bright white; the reflection off the Earth is – appears much greater than the Moon. The land areas are generally a brownish – sort of dark brownish to light brown in texture. Many of the vortices of clouds can be seen of the various weather cells, and a long band of – it appears cirrus clouds that extend from the entrance to the Gulf of Mexico going straight out across the Atlantic. The terminator, of course, cuts through the Atlantic Ocean right now, going from north to south. [The] southern hemisphere is almost completely clouded over, and up near the North Pole there is quite a few clouds. Southwestern Texas and southwestern United States is clear. I’d say there are some clouds up in the northwest and over in the northeast portion.”

„Okay. Was die Farben betrifft: die Wasserflächen sind alle mehr oder weniger von einem Königsblau. Wolken sind natürlich blendend weiß. Die Reflexion der Erde erscheint viel stärker als die des Mondes. Die Landmassen sind im Allgemeinen bräunlich, so etwa von dunkelbrauner bis hellbrauner Textur. Viele Wolkenbänder bilden Wetterzellen, und ein langes Band von Zirruswolken erstreckt sich vom Eingang zum Golf von Mexiko schnurgrade hinaus quer über den Atlantik. Der Terminator durchschneidet natürlich zur Zeit den Atlantischen Ozean, von Norden bis Süden. Die südliche Halbkugel ist fast völlig bewölkt, und oben am Nordpol liegen eine Menge Wolken. Der Süden, Südwest-Texas und die südlichen Vereinigten Staaten sind wolkenfrei. Ich würde sagen, dass da einige Wolken über dem nordwestlichen und nordöstlichen Teil sind.“

“You are looking at yourselves at 180,000 miles out in space.”

„Ihr seht euch selbst aus 180.000 Meilen im Weltraum.“

Nach einigen Minuten fügte Jim Lovell hinzu:

“Mike, what I keep imagining is, if I’m a – some lonely traveler from another planet, what I think about the Earth at this altitude, whether I think it’d be inhabited or not.”

„Mike, woran ich dauernd denken muss: wenn ich ein einsamer Reisender von einem anderen Planeten wäre, was ich mir da in dieser Entfernung über diese Erde wohl überlegen würde. Ob ich sie für bewohnt halten würde oder nicht.“

### Mondumlaufbahn
Nach 23 Minuten endete die zweite Fernsehübertragung von Bord. Knapp zehn Minuten später (Bordzeit: 055:39) überquerte das Apollo-Raumschiff den Punkt gleicher Anziehung zwischen Mond und Erde. In einer Entfernung von 326.400 km zur Erde betrug die Geschwindigkeit des Raumschiffs nur noch knapp 3565 km/h, den niedrigsten Wert während der gesamten Reise. Apollo 8 wurde durch die Anziehungskraft der Erde immer weiter verlangsamt, ab diesem Punkt, in einer Entfernung von 62.000 km zum Mond, stieg die Geschwindigkeit durch die Gravitation des Mondes wieder an. Ein Korrekturmanöver mit den Lageregelungstriebwerken des Servicemoduls brachte 61 Stunden nach dem Start Apollo 8 auf den gewünschten Kurs um den Mond.
Gegen 2 Uhr morgens am 24. Dezember begann die Mannschaft mit den Vorbereitungen für die „Lunar Orbit Insertion“, den Einschuss in die Mondumlaufbahn. Die Daten für die Triebwerkszündung und die Raumlage wurden in den Bordcomputer eingegeben, das Raumschiff wurde für die Zündung des Triebwerks im Raum ausgerichtet (Bordzeit: 066:02:40). Damit das Raumschiff durch die Zündung abgebremst wurde, musste das Triebwerk in Flugrichtung zeigen, das Kommandomodul und damit der Blick der Besatzung war auf die Erde gerichtet. Anders verglich den Flug mit einem U-Boot, da die Besatzung vom Ziel, dem Mond, bisher nichts sehen konnte. Die Zündung des Triebwerks musste aus himmelsmechanischen Gründen auf der Rückseite des Mondes erfolgen – im Funkschatten des Mondes und außerhalb des Einflusses der Flugkontrolle in Houston. Aus diesem Grund wurden alle Systeme gründlich geprüft; eine Fehlfunktion hätte schwere Folgen haben und eventuell sogar das Leben der Besatzung gefährden können.

#### Lunar Orbit Insertion
Um 3:52 (EST) (Bordzeit: 068:04) übermittelte CapCom Gerald Carr der Besatzung die Freigabe für die Zündung.

“Apollo 8, this is Houston. At 68:04, you're Go for LOI.”

(Lunar Orbit Insertion)
In der folgenden Stunde bis zum Signalverlust des Raumschiffs hinter dem Mond intensivierte sich der Funkverkehr zwischen Apollo und Houston. Statusmeldungen über Entfernung, Geschwindigkeit und Zustand des Raumschiffs werden ausgetauscht. Der Verlust des Kontakts zum Raumschiff war für 4:49 Uhr (EST) vorausgesagt.

“Apollo 8, 10 seconds to go [to LOS]. You’re Go all the way.”

„Apollo 8, 10 Sekunden bis LOS (Loss of Signal). Ihr seid „Go“ von vorne nach hinten“

“Roger”

Am 24. Dezember 1968 um 4:49:02 (EST) (Bordzeit: 068:58:02) verschwand Apollo 8 hinter dem Mond und der Funkkontakt brach ab.
Der geplante Zeitpunkt für die Zündung des Triebwerks war zur Bordzeit: 069:08:52 angesetzt, also zehn Minuten und 50 Sekunden nach der Unterbrechung der Funkverbindung. Bei normalem Ablauf war davon auszugehen, dass die Flugkontrolle in Houston erst 24 Minuten später von diesem Manöver in Kenntnis gesetzt würde, wenn Apollo 8 wieder aus dem Funkschatten des Mondes auftauchte. Wäre Acquisition of Signal (AOS), die Wiederherstellung des Funkkontakts, zehn Minuten früher erfolgt, hätte das Triebwerk nicht gezündet und das Raumschiff sich nicht im Mondorbit befunden.
Als dann um 5:19 (Bordzeit: 069:34:07) Jim Lovell auf die Anrufe der Bodenkontrolle antwortete, brach im Kontrollraum Jubel aus. Das Raumschiff hatte auf einen elliptischen Orbit eingeschwenkt, das Pericynthion (mondnaher Punkt) lag bei 112 km, das Apocynthium (mondferner Punkt) bei 312 km. Die Umlaufbahn war um zwei Grad gegen den Mondäquator geneigt, um alle geplanten Landeplätze späterer Missionen fotografieren zu können. Die übermittelten Telemetriedaten zeigten, dass das Triebwerk wie geplant vier Minuten und sechseinhalb Sekunden gefeuert hatte. Kommandant Borman richtete das Raumschiff mit der Spitze zum Mond hin aus, um durch die vorderen Fenster des Kommandomoduls eine gute Sicht auf die Mondoberfläche zu haben.

Mare Tranquillitatis von Apollo 8 fotografiert

Jim Lovell lieferte einige Zeit später eine erste Beschreibung der Mondoberfläche:

“Apollo 8, Houston. What does the ole Moon look like from 60 miles? Over.”

„Apollo 8, Houston. Wie sieht der alte Mond aus 60 Meilen Entfernung aus? Over.“

“Okay, Houston. The Moon is essentially grey, no color; looks like plaster of Paris or sort of a grayish beach sand. We can see quite a bit of detail. The Sea of Fertility doesn’t stand out as well here as it does back on Earth. There's not as much contrast between that and the surrounding craters. The craters are all rounded off. There's quite a few of them, some of them are newer. Many of them look like – especially the round ones – look like hit by meteorites or projectiles of some sort. Langrenus is quite a huge crater; it’s got a central cone to it. The walls of the crater are terraced, about six or seven different terraces on the way down.”

„Okay, Houston. Der Mond ist im Wesentlichen grau, keine Farben. Sieht wie Gips aus oder wie gräulicher Strandsand. Wir können sehr viele Einzelheiten sehen. Das Mare Fecunditatis ist von hier aus nicht so deutlich abgezeichnet wie von der Erde. Es herrscht kein großer Kontrast zwischen ihm und den umliegenden Kratern. Die Krater sind alle abgerundet. Es gibt davon eine ganze Menge, manche sind neueren Datums. Viele von ihnen, besonders die runden, sehen aus, als ob sie von Meteoriten oder sonstigen Projektilen getroffen worden seien. Langrenus ist ein riesiger Krater. Er hat einen Zentralkegel. Die Wände des Kraters sind abgestuft, etwa sechs oder sieben verschiedene Terrassen auf dem Weg hinunter.“

Gleichzeitig begannen Anders und Borman mit der fotografischen Erfassung der Mondoberfläche. Sie setzten mehrere Kameras ein, darunter eine Reihenbildkamera, die kontinuierlich die überflogene Mondoberfläche abfotografierte sowie diverse Filmkameras. Nach der Übermittlung verschiedener telemetrischer und technischer Daten machte sich die Besatzung für den zweiten Loss of Signal (Kontaktabbruch) bereit, der bei Bordzeit: 070:56:35 erfolgen soll. Nach dem Abbruch des Funkkontakts bereitete sich die Besatzung dann auf der Rückseite des Mondes auf die dritte Live-Übertragung während des Fluges und die erste von zweien aus der Mondumlaufbahn vor. Zwischenzeitlich fotografierte die Besatzung weiter die Mondoberfläche und schoss auch eine große Anzahl von Bildern von der bisher weitestgehend unbekannten Rückseite des Mondes. Um 7:31 (EST) (Bordzeit: 071:40) tauchte Apollo 8 wieder aus dem Funkschatten auf und übermittelte die ersten Live-Fernsehbilder der Mondoberfläche, die unter dem Raumschiff vorbeizog. Die drei Astronauten beschrieben während der 13-minütigen Übertragung ihre Eindrücke von der Oberfläche und verglichen sie mit Mondkarten. Zudem wurde mit der Programmierung des Bordcomputers für eine weitere Zündung des Haupttriebwerks begonnen, die den Orbit in eine Kreisbahn abändern sollte.
Die Zündung erfolgte bei Bordzeit: 073:35:06 auf der Rückseite des Mondes; die elfsekündige Zündung brachte das Apollo-Raumschiff auf eine kreisförmige Umlaufbahn in 111,7 km Höhe über der Mondoberfläche. Im nun kreisförmigen Orbit setzte Anders eine stereoskopische Kamera in Gang, die dreidimensionale Bilder der Oberfläche lieferte. Die Kamera lief während der gesamten dritten Umkreisung des Mondes und fotografierte einen breiten Streifen der Mondoberfläche.

#### Earthrise

Erstes Schwarz-Weiß-Bild des Erdaufgangs über dem Mondhorizont, aufgenommen von Bill Anders

Die Entstehung des „Earthrise-Fotos“ war im ursprünglichen Flugplan nicht vorgesehen. Während der vorhergehenden Mondumkreisungen hatte Kommandant Frank Borman das Apollo-Raumschiff stets mit der Spitze zur Mondoberfläche ausgerichtet, um Fotos der Oberfläche für spätere Landungen zu machen. Kurz bevor das Raumschiff hinter dem Mond hervorkam und wieder Funkkontakt zur Erde erlangte, ließ Borman das Raumschiff um seine Längsachse rotieren, als die Erde plötzlich im Seitenfenster auftauchte.

“Oh, my God! Look at that picture over there! Here’s the Earth coming up. Wow, is that pretty!”

„Oh, mein Gott! Seht euch dieses Bild da an! Hier geht die Erde auf. Mann, ist das schön!“

Als Bill Anders nach der Kamera griff, um den Anblick festzuhalten, witzelte Borman: “Hey, don’t take that, it’s not scheduled.” (deutsch: „Hey, nicht fotografieren. Das ist nicht vorgesehen.“) Wurde ursprünglich noch davon ausgegangen, dass Borman als erstes ein Schwarzweiß-Bild der aufgehenden Erde aufnahm, die sich noch knapp über dem Mondhorizont befand, ist mittlerweile bewiesen, dass auch dieses Bild nur von Anders aufgenommen worden sein konnte. Nach dem Schwarzweiß-Foto setzte Anders das Farbfilm-Magazin ein und machte das berühmte Bild sowie eine weitere Aufnahme der Erde. Für das Farbfoto wurde 70 mm Kodak Ektachrome-Film verwendet. Das Earthrise-Foto war ursprünglich mit dem Mondhorizont in der Vertikalen aufgenommen worden, das Bild wird jedoch meistens um 90 Grad gedreht abgebildet.
Während der folgenden zwei Umkreisungen des Mondes widmete sich die Besatzung weiter der fotografischen und kartografischen Erfassung des Mondes. Radarmessungen der Flugbahn von Apollo 8 erlaubten auch genauere Rückschlüsse auf die Mascons unterhalb der Mondoberfläche, die den Orbit des Raumschiffs beeinflussten. Während der siebten Umrundung des Mondes entschied Kommandant Borman dann, den Flugplan abzuändern, die geplanten Experimente ausfallen zu lassen und seiner Besatzung nach den Strapazen der letzten Tage etwas Entspannung und Schlaf zu ermöglichen. Borman selbst blieb wach, um die Position des Raumschiffs zu steuern; Lovell und Anders schickte er mit nachdrücklicher Stimme schlafen. (“I want you to get your ass in bed! Right now! No, get to bed! Go to bed! Hurry up! I’m not kidding you, get to bed!” (Frank Borman zu Bill Anders: Ich will, dass du deinen Arsch ins Bett bewegst! Jetzt! Nein, geh ins Bett! Beeil dich! Ich scherze nicht, geh ins Bett!))
In den folgenden zwei Umrundungen ruhten sich Anders und Lovell in ihren Schlafsäcken im unteren Teil des Kommandomoduls aus, während Borman an der Steuerung blieb. Als sich das Raumschiff zum achten Mal auf der Rückseite des Mondes befand, begann die Besatzung mit den Vorbereitungen für die vierte Fernsehübertragung, die gegen 21:30 Ostküstenzeit beginnen sollte.

#### Weihnachtsbotschaft
Am 24. Dezember um 21:31 (EST) (Bordzeit: 085:43) tauchte das Raumschiff hinter dem Mond auf und übermittelte erste Fernsehbilder zur Erde. Die Besatzung hatte die Kamera und das Raumschiff in Flugrichtung ausgerichtet und übertrug das Bild der langsam über dem Mondhorizont aufgehenden Erde. Eine Minute später wechselte das Bild und zeigte die karge Mondoberfläche, die langsam unter dem Raumschiff vorbeizog. Kommandant Frank Borman schilderte seine Eindrücke:

“This is Apollo 8, coming to you live from the Moon. We’ve had to switch the TV camera now. We showed you first a view of Earth as we’ve been watching it for the past 16 hours. Now we’re switching so that we can show you the Moon that we’ve been flying over at 60 miles altitude for the last 16 hours. Bill Anders, Jim Lovell, and myself have spent the day before Christmas up here doing experiments, taking pictures, and firing our spacecraft engines to maneuver around. What we’ll do now is follow the trail that we’ve been following all day and take you on through to a lunar sunset. The Moon is a different thing to each one of us. I think that each one of – each one carries his own impression of what he’s seen today. I know my own impression is that it’s a vast, lonely, forbidding-type existence, or expanse of nothing, that looks rather like clouds and clouds of pumice stone […] and it certainly would not appear to be a very […]inviting place to live or work. Jim what have you thought most about?”

„Hier ist Apollo 8 mit einer Live-Übertragung vom Mond. Wir haben die Kamera umgeschaltet. Zuerst haben wir Ihnen ein Bild der Erde gezeigt, wie wir es die letzten 16 Stunden gesehen haben. Jetzt schalten wir um, so dass wir Ihnen den Mond zeigen können, über den wir in einer Höhe von 60 Meilen seit 16 Stunden fliegen. Bill Anders, Jim Lovell und ich haben den heiligen Abend hier oben damit verbracht, Experimente durchzuführen, Fotos zu machen und das Raumschiff mit den Triebwerken in Position zu halten. Wir werden jetzt weiter unseren Kurs fortsetzen wie schon den ganzen Tag und Sie mitnehmen zu einem Sonnenuntergang auf dem Mond. Der Mond bedeutet für jeden von uns etwas anderes. Ich denke, jeder von uns wird von dem, was er heute gesehen hat, seinen eigenen Eindruck mitnehmen. Ich weiß, mein eigener Eindruck ist der einer gewaltigen, einsamen Ausdehnung von Nichts. Es sieht aus wie Wolken über Wolken von Bimsstein. Und auf jeden Fall erscheint es als Platz zum Leben oder Arbeiten nicht sehr einladend. Jim, worüber hast du am meisten nachgedacht?“

Jim Lovell fuhr fort:

“Well, Frank, my thoughts are very similar. The vast loneliness up here of the Moon is awe inspiring, and it makes you realize just what you have back there on Earth. The Earth from here is a grand oasis in the big vastness of space.”

„Ja, Frank, meine Gedanken sind ähnlich. Die riesenhafte Einsamkeit des Mondes hier oben ist furchteinflößend, und sie lässt einen erst begreifen, was ihr zu Hause auf der Erde wirklich habt. Von hier aus gesehen ist die Erde eine grandiose Oase in der weiten Wüste des Weltalls.“

Bill Anders Eindrücke waren etwas positiver:

“I think the thing that impressed me the most was the lunar sunrises and sunsets. These in particular bring out the stark nature of the terrain, and the long shadows really bring out the relief that is here and hard to see at this very bright surface that we’re going over right now.”

„Ich glaube, was mich am meisten beeindruckt hat, waren die lunaren Sonnenaufgänge und Sonnenuntergänge. Sie insbesondere bringen die nackte, rohe Natur der Landschaft hervor und die langen Schatten zeichnen deutlich das Relief der Landschaft, das jetzt gerade in der Helligkeit der Oberfläche kaum zu erkennen ist.“

Während des weiteren Fluges beschrieb die Besatzung die Oberfläche des Mondes, die Krater und die Maria. Als sich das Raumschiff dem Terminator, der Grenze zwischen Tag und Nacht auf dem Mond, näherte, fuhr Bill Anders fort:

“We are now approaching lunar sunrise, and for all the people back on Earth, the crew of Apollo 8 has a message that we would like to send to you. In the beginning, God created the Heaven and the Earth. And the Earth was without form and void, and darkness was upon the face of the deep. And the spirit of God moved upon the face of the waters, and God said, ‘Let there be light.’ And there was light. And God saw the light, that it was good, and God divided the light from the darkness.”

„Wir nähern uns nun dem lunaren Sonnenaufgang. Und für alle Menschen unten auf der Erde hat die Besatzung der Apollo 8 eine Botschaft, die wir euch senden möchten: Am Anfang schuf Gott Himmel und Erde. Und die Erde war wüst und leer, und es war finster auf der Tiefe. Der Geist Gottes schwebte über dem Wasser, und Gott sprach: Es werde Licht. Und es ward Licht. Und Gott sah, dass das Licht gut war, und Gott teilte das Licht von der Dunkelheit.“

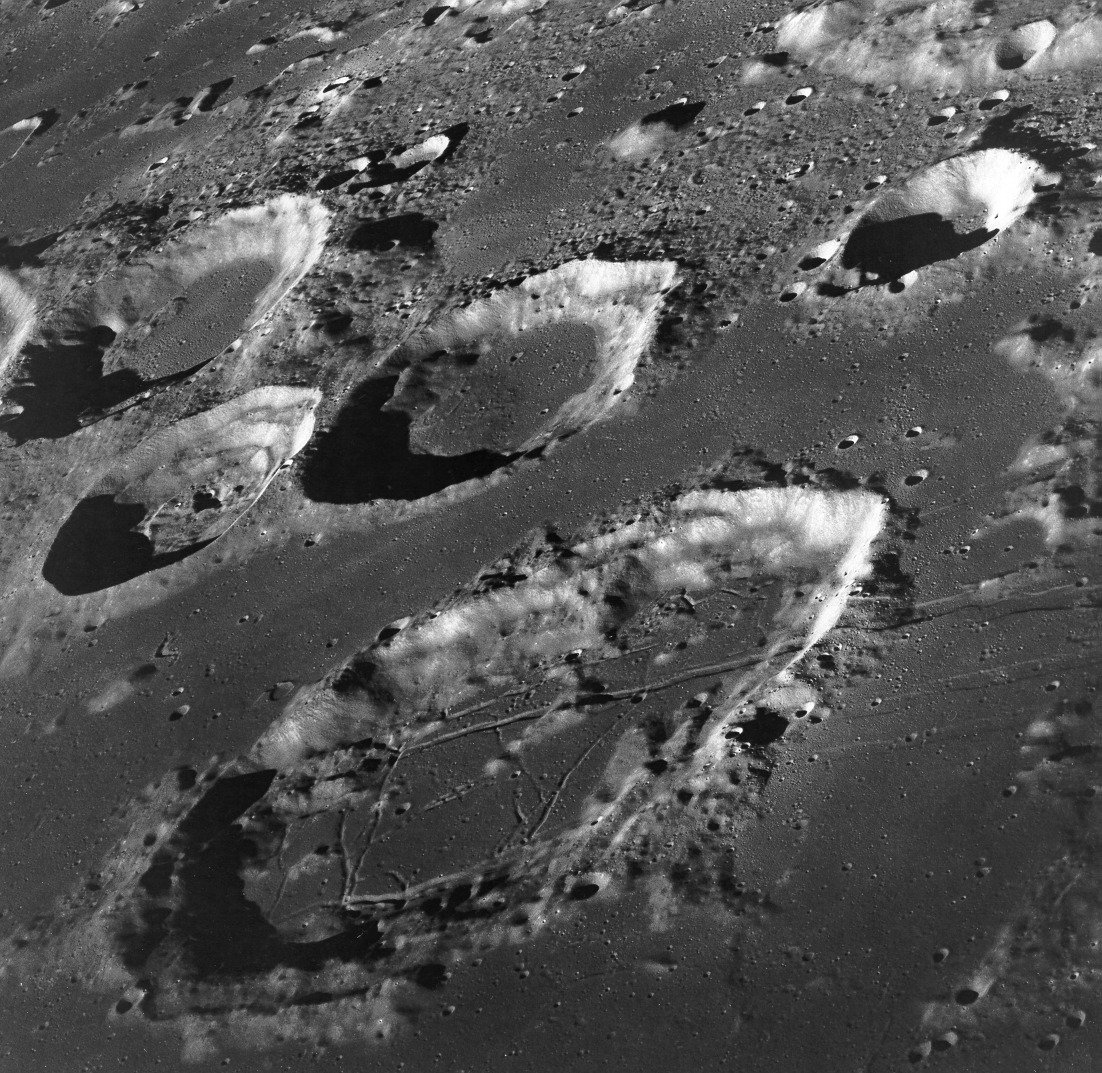
Die Mondoberfläche mit dem Krater Goclenius im Vordergrund; aufgenommen von Apollo 8.

“And God called the light Day, and the darkness he called Night. And the evening and the morning were the first day. And God said, ‘Let there be a firmament in the midst of the waters. And let it divide the waters from the waters.’ And God made the firmament and divided the waters which were under the firmament from the waters which were above the firmament. And it was so. And God called the firmament Heaven. And the evening and the morning were the second day.”

„Und Gott nannte das Licht Tag und die Finsternis nannte er Nacht. Da ward aus Abend und Morgen der erste Tag. Und Gott sprach: Es werde ein Gewölbe zwischen den Wassern, das da scheide zwischen den Wassern. Da machte Gott das Gewölbe und schied das Wasser unter dem Gewölbe von dem Wasser über dem Gewölbe. Und es geschah also. Und Gott nannte das Gewölbe Himmel. Da ward aus Abend und Morgen der zweite Tag.“

“And God said, ‘Let the waters under the Heavens be gathered together into one place. And let the dry land appear.’ And it was so. And God called the dry land Earth. And the gathering together of the waters called he seas. And God saw that it was good. And from the crew of Apollo 8, we close with good night, good luck, a Merry Christmas and God bless all of you – all of you on the good Earth.”

„Und Gott sprach: Es sammle sich das Wasser unter dem Himmel an besondere Stellen. Lass trockenes Land erscheinen. Und so geschah es. Und Gott nannte das trockene Land Erde und die Wasser nannte er Meer. Und Gott sah, dass es gut war. Und von der Besatzung der Apollo 8: Wir schließen mit einem Gute Nacht, Viel Glück, fröhliche Weihnachten und Gott segne euch alle – euch alle auf der guten Erde.“

### Rückkehr zur Erde
Mit dem Abschluss der 29-minütigen Live-Übertragung um 10 Uhr abends begann die Besatzung mit der Vorbereitung für die zehnte und letzte Umkreisung des Mondes. Nachdem das Raumschiff aus dem Schatten des Mondes getreten war, begannen Anders und Borman mit der Programmierung des Bordcomputers für die Zündung des Triebwerks, die das Schiff auf Kurs Richtung Erde bringen sollte. Die Zündung musste, wie schon die beiden zuvor, auf der Rückseite des Mondes und damit ohne Funkkontakt zur Erde erfolgen. Ein Funktionieren des Triebwerks war unerlässlich, da die Astronauten sonst ohne Rettungsmöglichkeit in der Mondumlaufbahn gestrandet wären.
88 Stunden und 51 Minuten nach dem Start, kurz nach Mitternacht am 25. Dezember, verschwand das Raumschiff zum letzten Mal hinter dem Mond. Die Zündung des Triebwerks erfolgte 28 Minuten später. Die 198 Sekunden Brenndauer beschleunigte das Apollo-Raumschiff um 1 km/s und brachte es damit aus der Anziehungskraft des Mondes auf Kurs zur Erde. 15 Minuten nach der Triebwerkszündung kam das Raumschiff hinter dem Mond hervor und Jim Lovell übermittelte mit den Worten “Houston, Apollo 8. Please be informed there is a Santa Claus.” (deutsch: „Houston, Apollo 8. Nehmt bitte zur Kenntnis, dass es einen Weihnachtsmann gibt“) die erfolgreiche Zündung. Kurz darauf jagte er dem Kontrollzentrum allerdings einen Schrecken ein, als er eine um eine Minute zu kurze Brenndauer durchgab, was bedeuten würde, dass die Geschwindigkeit des Raumschiffs zu niedrig wäre. Lovell bemerkte seinen Fehler aber und korrigierte sich.

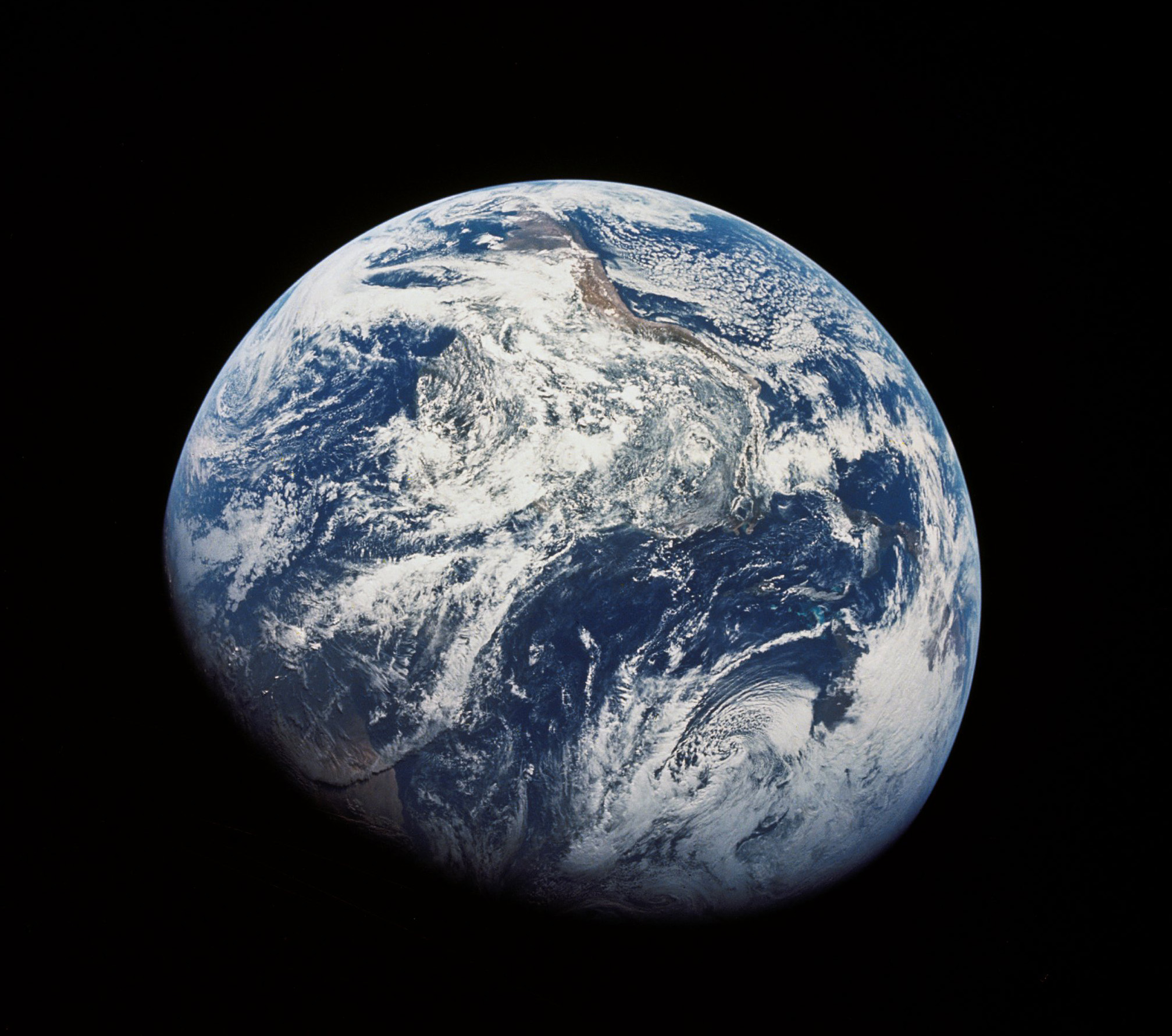
Die Erde aus etwa 30.000 km Entfernung, aufgenommen am Morgen des siebten Flugtages

In den folgenden Minuten und Stunden war die Stimmung gelöst. Zum ersten Mal witzelten die Bodenkontrolle und die Besatzung über Funk und Weihnachtsgrüße wurden übermittelt. Einige Stunden später verlor die Bodenkontrolle jedoch den Funkkontakt zu Apollo 8, was sich jedoch nach einer dreiviertel Stunde als loser Kontakt eines Steckers herausstellte und schnell behoben werden konnte. Die folgenden Stunden vergingen ohne weitere Zwischenfälle. Elf Stunden und 28 Minuten nach dem Mondfluchtmanöver verließ Apollo 8 das Gravitationsfeld des Mondes. Die Geschwindigkeit, die in den letzten Stunden auf 4480 km/h abgefallen war, stieg jetzt wieder an. Zwei Stunden und 13 Minuten später führte Kommandant Borman mit dem Lageregelungssystem des Servicemodul eine kleine Kurskorrektur durch, die das Raumschiff so exakt auf Kurs brachte, dass bis zum Wiedereintritt keine weiteren Korrekturen notwendig waren. Direkt im Anschluss begann die Besatzung die fünfte Fernsehübertragung von Bord, die um 16:15 (EST) (Bordzeit: 104:24:54) beginnen sollte, vorzubereiten. Während der zehnminütigen Live-Übertragung zeigte die Besatzung den Zuschauern das Innere des Kommandomoduls, in dem sie die letzten vier Tage gelebt hatten. Nach Abschluss der Übertragung stellte die Besatzung erfreut fest, dass es als Weihnachtsmahl keine gefriergetrocknete Nahrung gab wie die Tage zuvor, sondern Pute mit Soße und Preiselbeeren.
Drei Stunden später geschah Jim Lovell ein Missgeschick. Als er das Kommandomodul zur regelmäßigen Positionsbestimmung mittels Sextant ausrichtete, löschte er versehentlich einen Teil des Bordcomputerspeichers. Durch die fehlenden Bezugsdaten nahm dieser nun an, das Raumschiff befände sich wieder auf dem Launch Pad und richtete es dementsprechend durch Steuerschübe aus. Lovell gelang es aber, durch manuelles Anpeilen einiger Fixsterne und Neuprogrammierung des Computers das Raumschiff wieder korrekt auszurichten. Am Nachmittag des 26. Dezembers, gegen 14:51 (EST) (Bordzeit: 127:00) hatte das Raumschiff die Hälfte der Strecke zwischen Mond und Erde zurückgelegt; die Geschwindigkeit lag bei 6400 km pro Stunde und nahm weiter zu. Eine Stunde später, um 15:52 (EST) startete die sechste und letzte Fernsehübertragung von Bord. Die Mannschaft von Apollo 8 zeigte den Zuschauern aus etwa 180.000 km Entfernung die Erde und schilderte ihre Eindrücke des immer größer werdenden Heimatplaneten. Am Ende der vierminütigen Übertragung bedankte sich Kommandant Borman bei den Zuschauern für das rege Interesse.
In den folgenden Stunden bereiteten sich sowohl die Mannschaft an Bord des Raumschiffs als auch die Bodenkontrolle auf den Wiedereintritt am nächsten Morgen vor. Die Bergungsflotte um den Flugzeugträger Yorktown lief in das Seegebiet etwa 1000 km südlich von Hawaii, wo für den nächsten Morgen die Wasserung des Kommandomoduls erwartet wurde.

### Wiedereintritt, Wasserung und Bergung

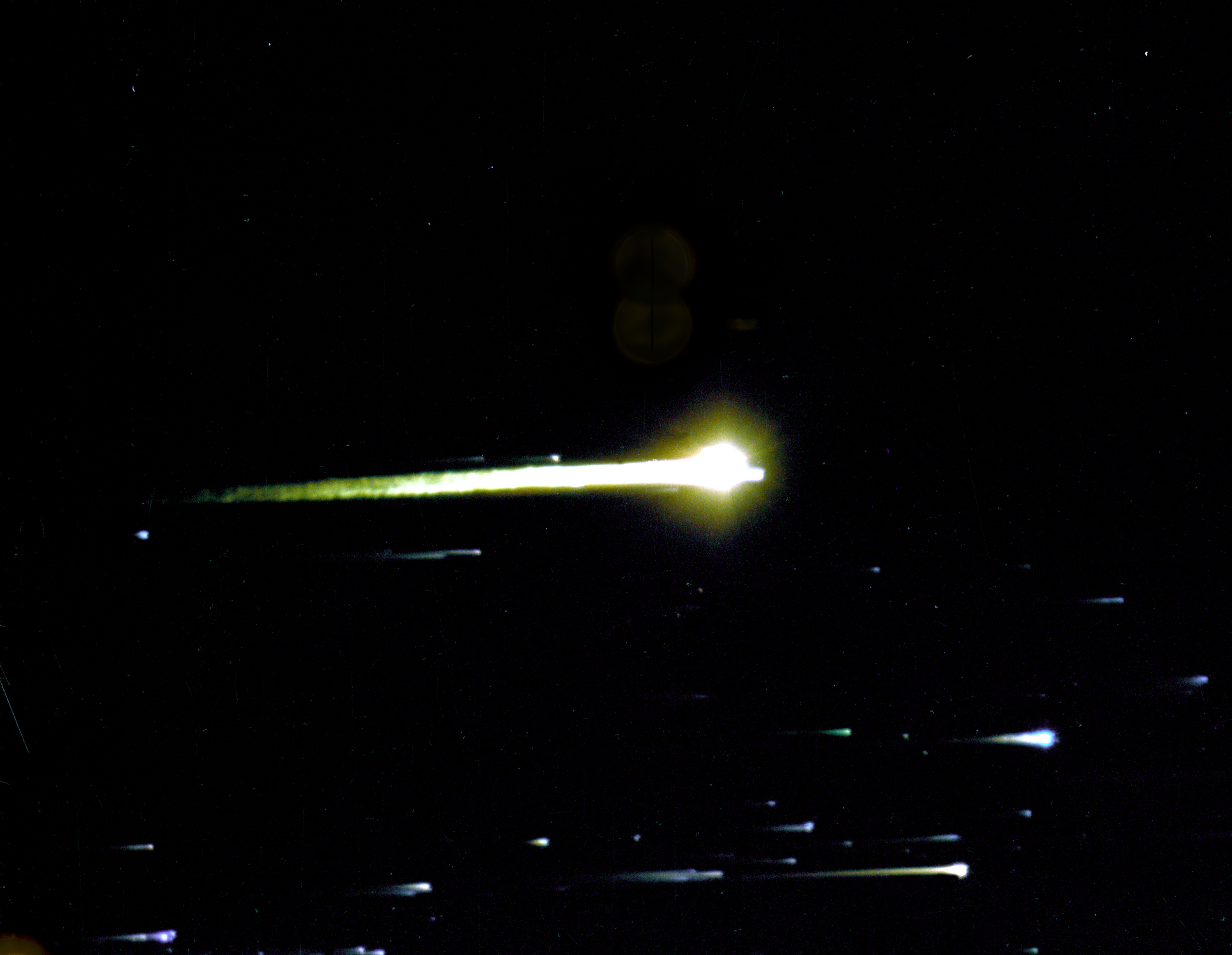
Apollo 8 während des Wiedereintritts, aufgenommen aus einer KC-135A in 12 km Höhe

Am Morgen des siebten Flugtages, am 27. Dezember gegen 9 (EST), begann sich die Besatzung in ihren Sitzen anzuschnallen und für den Wiedereintritt vorzubereiten, nachdem alle losen Gegenstände an Bord verstaut worden waren. Bei Bordzeit: 146:27 erhielt die Besatzung die Erlaubnis, die Sprengladungen, die das Kommandomodul vom Servicemodul trennen sollen, scharf zu machen. Die Trennung erfolgte fünf Minuten später in einer Höhe von 2985 km und bei 32.900 km/h. Das Kommandomodul wurde nun nur noch über Batterien und interne Sauerstofftanks versorgt. Sollte das Raumschiff in einem zu flachen Winkel auftreffen und wieder ins All zurückgeschleudert werden, würden die Vorräte für ein Überleben der drei Astronauten nicht lange ausreichen.
14 Minuten nach der Trennung traf das Kommandomodul in einer Höhe von 122 km auf die obersten Schichten der Atmosphäre; die Geschwindigkeit betrug 39.200 km/h (11 km pro Sekunde). In den folgenden Minuten stieg die Temperatur des Hitzeschilds auf bis zu 2800 °C an. Die maximale Bremsverzögerung erreichte Apollo 8 zwei Minuten nach dem Eintritt in die Atmosphäre; sie betrug 6,8g. Auch stieg die Flugbahn der Kapsel zu diesem Zeitpunkt von 57 km Höhe auf 64 km an, bedingt durch den höheren Auftrieb in den dichteren Luftschichten. Dieses Flugprofil reduzierte die maximale Belastung für die Astronauten.
Der Wiedereintritt des Raumschiffs wurde von einer KC-135 der US-Luftwaffe fotografiert, auch zwei Linienmaschinen der PanAm, die sich zu diesem Zeitpunkt über dem Pazifik befanden, konnten den kometenähnlichen Schweif am Himmel verfolgen.

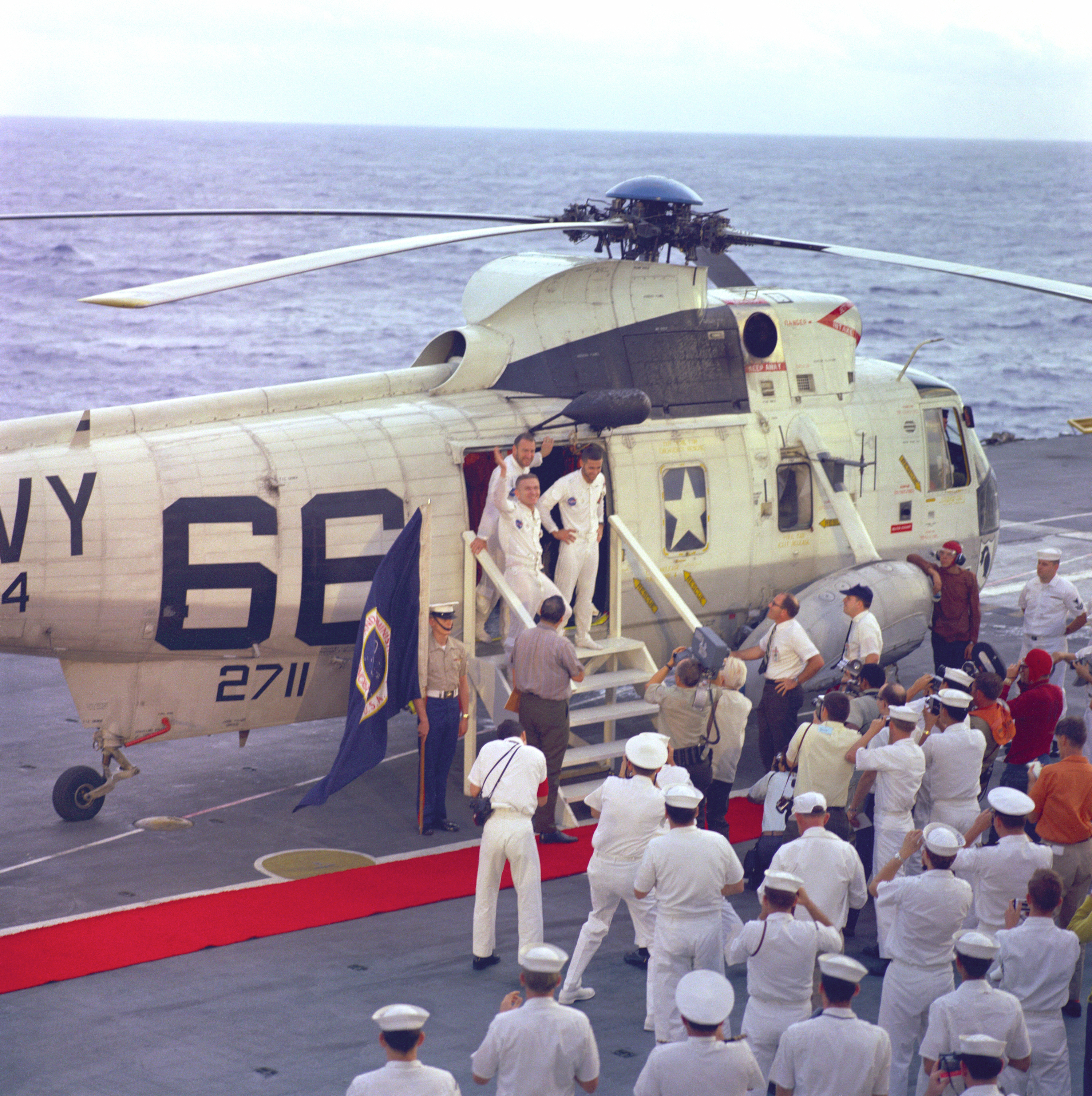
Die Besatzung von Apollo 8 verlässt den Bergungshubschrauber

Vier Minuten nach Beginn des Blackouts, der durch die ionisierten Gase hervorgerufen wurde, konnte die Flugkontrolle wieder Kontakt zum Raumschiff aufnehmen. In einer Höhe von 7 km (Bordzeit: 146:56) öffnete sich der Stabilisierungsschirm, der das Kommandomodul abbremste und stabilisierte. Eine Minute später, nachdem die Geschwindigkeit unter Mach 1 abgefallen war, wurde der Stabilisierungsschirm abgeworfen und die drei Hauptschirme wurden ausgelöst. Zwei Minuten später entdeckten die Besatzungen der Bergungsschiffe und der Bergungshubschrauber das Blinklicht an der Spitze der Kapsel, die langsam herabsank. Um 5:51 (Ortszeit) (Bordzeit: 147:00) wasserte Apollo 8 im Pazifik (8° 6′ 0″ N, 165° 1′ 0″ W). Der Wellengang und die Fallschirme, die einen Sekundenbruchteil zu spät abgeworfen wurden, warfen die Kapsel um, so dass sie mit der Spitze nach unten im Wasser schwamm. Das automatische Aufrichtsystem, bestehend aus drei druckluftgefüllten Ballons an der Spitze, richtete die Kapsel jedoch innerhalb von drei Minuten wieder auf. Neun Minuten nach der Wasserung setzte ein Hubschrauber erste Kampfschwimmer am Kommandomodul ab. Da das Raumschiff allerdings im Dunkeln, etwa eine Stunde vor Sonnenaufgang, gewassert war, wurde mit der Bergung bis nach Sonnenaufgang gewartet.
Zwei Stunden nach der Wasserung öffnete Jim Lovell die Luke des Kommandomoduls und stieg aus. Ihm folgen Kommandant Borman und LM-Pilot Anders, die ebenso wie Lovell an Bord eines wartenden SH-3-Hubschraubers (Helicopter 66) gehievt wurden. Vierzig Minuten später, um 7:44 Ortszeit (12:44 EST), betraten die drei Astronauten das Deck der Yorktown, wo sie vom Kapitän begrüßt wurden. Nach einem ausgiebigen Dinner an Bord des Flugzeugträgers wurden die drei Astronauten zuerst nach Honolulu geflogen, wo sie begeistert empfangen wurden. Auch bei der Ankunft auf dem Ellington Airport südlich von Houston in der Nacht des 28. Dezembers wurden sie von Tausenden von Schaulustigen begeistert empfangen.
Am 10. Januar 1969 wurden die drei Astronauten auf dem Broadway in New York City mit einer Konfettiparade von Zehntausenden von Schaulustigen empfangen und bejubelt.

## Verbleib des Raumfahrzeugs
Das Kommandomodul von Apollo 8 ist zusammen mit Ausrüstungsgegenständen des Fluges im Chicago Museum of Science and Industry ausgestellt.

## Historische Bedeutung
Obwohl im ursprünglichen Flugplan für das Apollo-Programm gar nicht vorgesehen, war die Mission von Apollo 8 ein voller Erfolg für die NASA und das amerikanische Raumfahrtprogramm. Der Aufbruch zu einem anderen Himmelskörper wird in der historischen Bedeutung mit dem Aufbruch Christoph Columbus nach Amerika verglichen. Nach der Eskalation des Vietnamkriegs, der Ermordung Martin Luther Kings und Robert F. Kennedys, den Studenten- und Rassenunruhen war der erfolgreiche Flug von Apollo 8 ein positiver Abschluss des Jahres 1968 für Amerika. Dies wird deutlich in einem Glückwunschtelegramm, das Kommandant Borman nach Abschluss des Fluges erhielt: “Thank you Apollo 8. You saved 1968.” (deutsch: „Danke Apollo 8. Sie haben das Jahr 1968 gerettet.“) Die Redaktion des Time-Magazins wählte die drei Astronauten zu den Men of the Year 1968, den bedeutendsten Persönlichkeiten des Jahres.
Auch für die NASA und das amerikanische Mondflugprogramm war Apollo 8 von großer Bedeutung. Zuvor war kein Weltraumflug weiter als 1500 km von der Erdoberfläche entfernt gewesen. Der Flug zum Mond war ein wichtiger Schritt zur Mondlandung von Apollo 11 sechs Monate später. Für das sowjetische Mondprogramm war Apollo 8 hingegen ein herber Rückschlag – es wurde in der Folgezeit drastisch gekürzt und zusammengestrichen. Nach der erfolgreichen Landung von Apollo 11 gab die Sowjetunion dann alle Pläne auf, Kosmonauten zum Mond zu schicken.

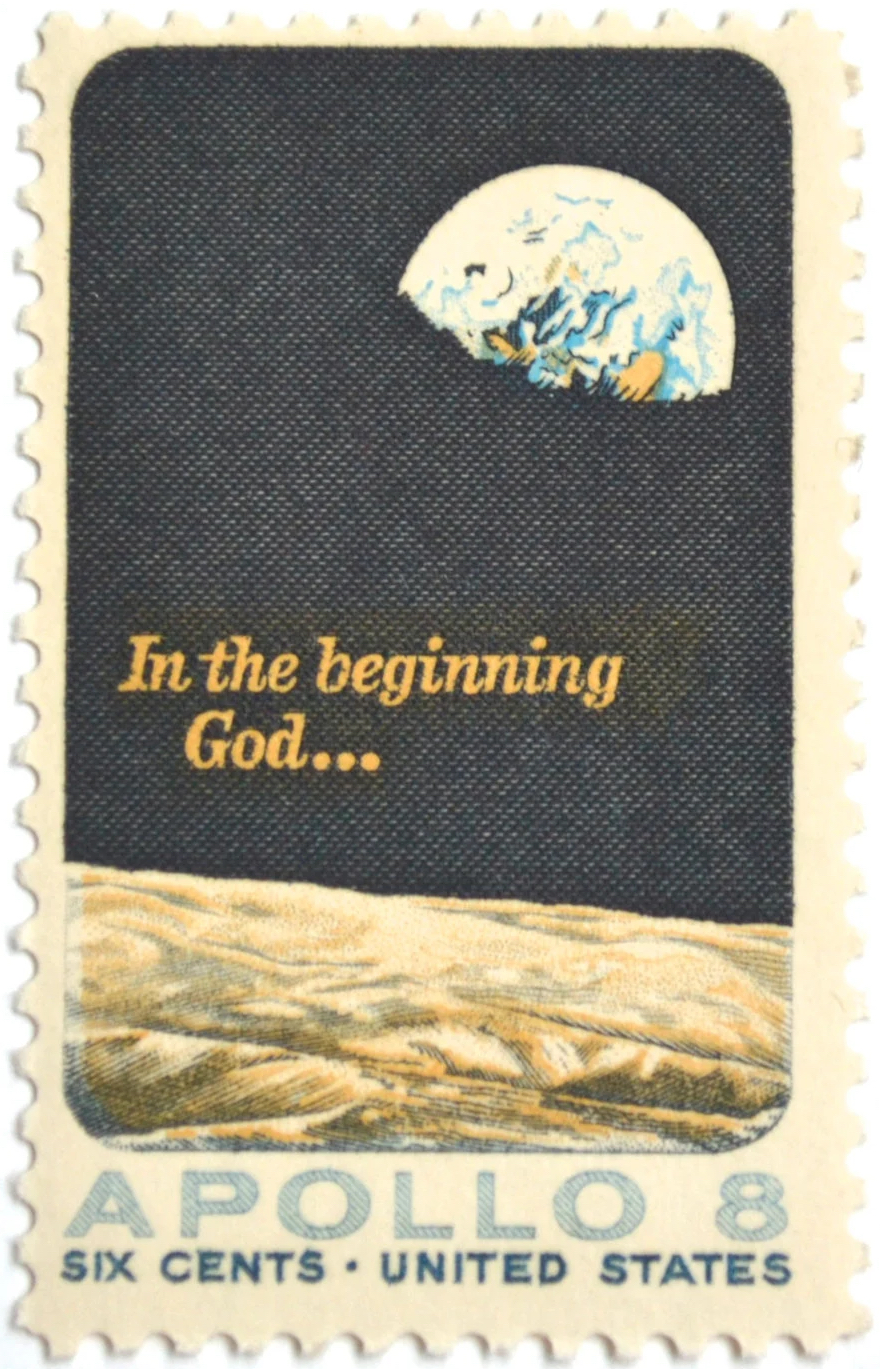
Briefmarke des United States Postal Service von 1969

Die Lesung aus der Schöpfungsgeschichte in der Mondumlaufbahn wurde von etwa einer Milliarde Menschen weltweit gesehen, insgesamt waren während des gesamten Fluges etwa 1200 Journalisten im Flugkontrollzentrum anwesend, die rund um die Uhr in alle Welt berichteten. Die Übertragung aus der Mondumlaufbahn wurde von der Academy of Television Arts and Sciences in New York mit einem Emmy ausgezeichnet. Die Atheistin Madalyn Murray O’Hair protestierte gegen die Lesung; im August 1969 reichte sie Klage vor dem Obersten Gerichtshof der Vereinigten Staaten ein, in der sie den Astronauten als Regierungsangestellten das Vorlesen von religiösen Texten im Weltraum untersagen wollte. Die Klage wurde zwar abgewiesen, dennoch hielt die NASA ihre Astronauten bei der Ausübung von Religiosität im All von nun an zurück. Als Edwin Aldrin nach der Mondlandung am 20. Juli 1969 die heilige Kommunion auf dem Mond feierte, tat er dies heimlich; erst Jahre später erfuhr die Öffentlichkeit davon.
Das Bild, das Bill Anders von der über dem Mondhorizont aufgehenden Erde aufgenommen hat, wurde 1969 vom US Postal Service als Motiv für eine Briefmarke gewählt, als Bildunterschrift wurden die ersten vier Worte der Schöpfungsgeschichte „In the beginning God…“ gewählt. Das Bild, eines der bekanntesten des 20. Jahrhunderts, gilt zudem auch als Auslöser erster Umweltschutzbewegungen, da den Menschen erstmals gezeigt und bewusst wurde, wie klein und zerbrechlich die Erde ist. 1970 wurde der erste Tag der Erde gefeiert.

## Trivia
Der britische Musiker Mike Oldfield verwendete 1994 die Lesung aus der Schöpfungsgeschichte in der Mondumlaufbahn von William Anders für den Titel In the Beginning, der die Einleitung des Albums The Songs of Distant Earth bildet. Gleichfalls sind im Titel Genesis der englisch-irischen Musikgruppe VNV Nation Auszüge aus dieser Lesung der Schöpfungsgeschichte zu hören. Bruchstücke der Kommunikation wurden auch in dem Titel High Roller des US-amerikanischen Duos The Crystal Method verwendet.
Die Worte von Jim Lovell kurz vor dem Rückflug "Es gibt einen Weihnachtsmann" sind in den USA eine bekannte Redensart (Gibt es einen Weihnachtsmann?). Die britische Band Public Service Broadcasting verarbeitet in ihrem Song The other Side ebenfalls Bruchstücke der Funksprüche zwischen Apollo 8 und Mission Control.